# Росица (род)
Росицата (Glyceria) е род тревисти многогодишни едносемеделни растения от семейство Житни.
Родът съдържа около 50 вида, 5 от които се срещат в България:
- G. maxima (водна росица): разпространена в България по блата, покрай езера и течащи води.[2]
- G. arundinacea: подобно разпространение в България на G. maxima[3]
- G. notata (одемка, сдиплена росица): среща се край потоци в горите из цялата страна.[4]
- G. fluitans (речна росица): расте край реки и потоци в цяла България.
- G. nemoralis: В България се среща единствено в Странджа.